# Burgruine Steinbach
Die Burgruine Steinbach ist die Ruine einer Höhenburg auf 570 m ü. A. im gleichnamigen Ortsteil der Gemeinde Niederwaldkirchen im Bezirk Rohrbach von Oberösterreich.

## Geschichte
Die erste Nennung erfolgte 1278 mit Otto dem Steinpekch, der als Stammvater eines über 250 Jahre bestehenden Geschlechts gilt. Herzog Albrecht III. übergibt dem Heinrich Steinpkch folgende Lehen: Steinbach, Uttendorf, Lasserdorf, Pruhof, Rodlmühle und Kitzmühle. Von 1455 bis 1459 war Siegmund Steinpekch der Besitzer. 1503 verkaufte die Tochter des Christoph Steinpekch, namens Magdalena, den Besitz an die Brüder Wolf und Georg von Bergheim (Perkheimer). Ihnen folgte 1524 Kaspar von Schallenberg, der kurz drauf die Burg dem Niklas Rabenhaupt verkaufte. 1535 kaufte Christoph Höritzer diese Burg.

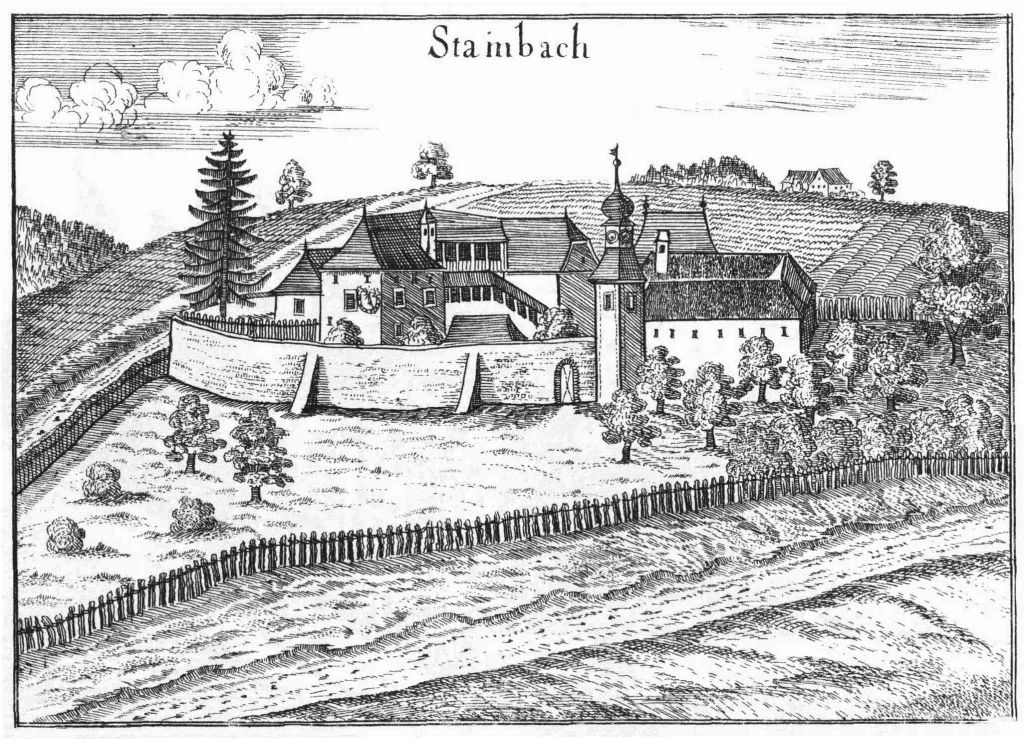
Schloss Steinbach nach einem Stich von Georg Matthäus Vischer von 1674

Ende des 16. Jahrhunderts erwarb Jodok Schmidtauer die Herrschaft Steinbach von Achatz Höritzer. Als nächster Besitzer ist Johann Adam von Hoheneck zu nennen, der Steinbach bis 1657 innehatte. Ihm folgte Seifrit Hager von Schloss St. Veit im Mühlkreis. Dieser veräußerte 1696 Steinbach an Graf Georg Ehrenreich von Spiller. Bei dieser Familie verblieb Steinbach für die nächsten 100 Jahre. Gegen Ende des 18. Jahrhunderts wurde Steinbach dann an die Peßler verkauft. 1816 verkaufte Gabriele Peßler das sich bereits im Verfall befindliche Schloss an einen Landwirt. Die dem Schloss zugehörende Gründe waren von ihr bereits vorher abverkauft worden.

## Burgruine Steinbach heute
Das ehemalige Schloss hat dem Ort Steinbach seinen Namen gegeben. Wie auf dem Stich von Georg Matthäus Vischer zu sehen ist, war das Schloss von einer Mauer mit Stützpfeilern umgeben. Im Schlossareal befanden sich eine Kirche und ein wehrhaft wirkender Wirtschaftstrakt. Das Hauptgebäude scheint l-förmig angelegt gewesen zu sein, wobei eine überdachte Treppe in die Räume im ersten Stock geführt hat.

Burgruine Steinbach
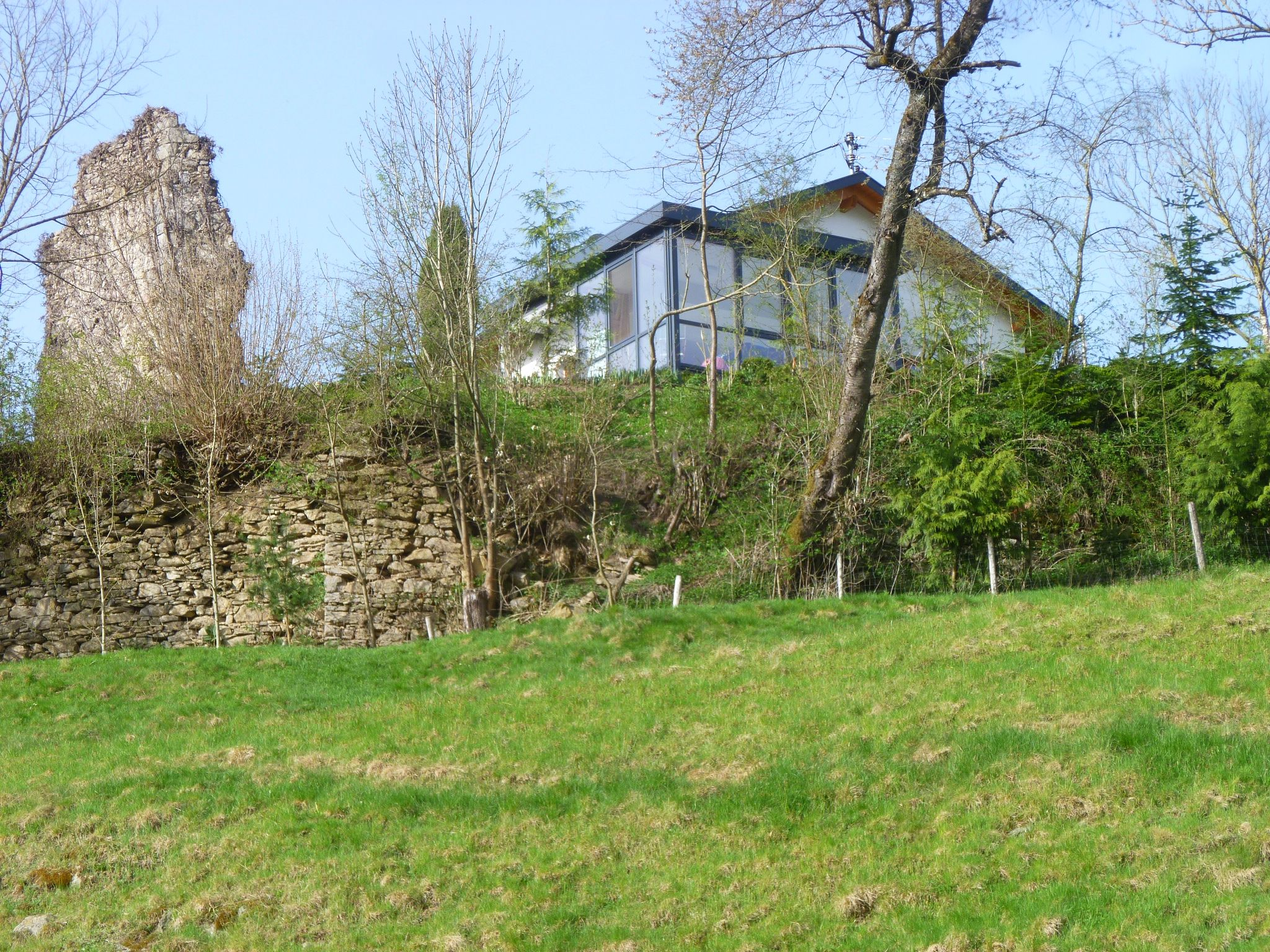
Burgruine Steinbach, dahinter Neubau
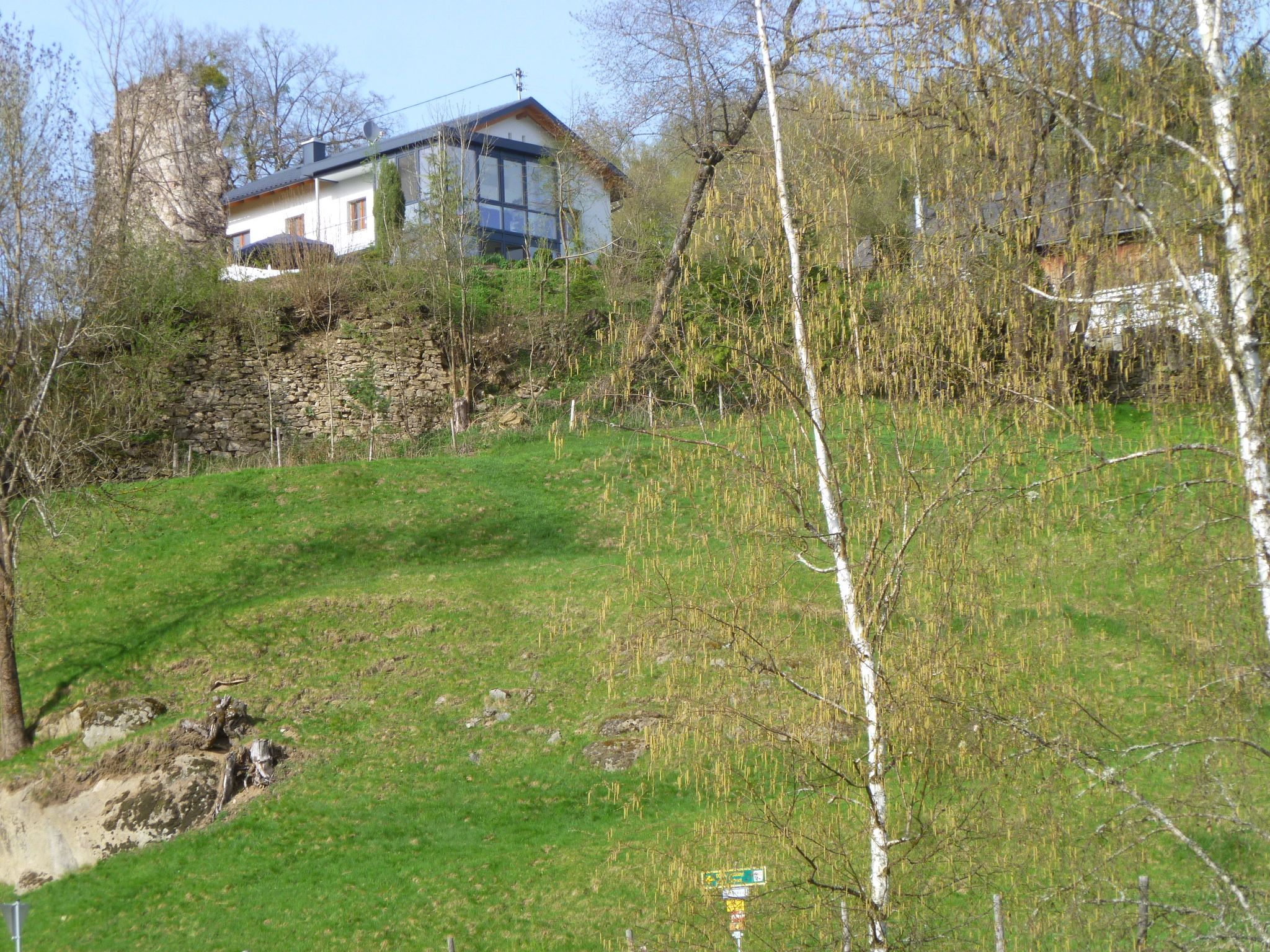
Burgruine Steinbach

Der Schlossbau ist seit Anfang des 19. Jahrhunderts dem Verfall preisgegeben. An das Schlossgebäude wurde ein als Fremdkörper wirkender Bauernhof angebaut. Von dem Schloss sind nur mehr eine Stützmauer und eine ostseitige Wand erhalten. Von den früher bestehenden Stein- und Erdwerken ist kaum mehr etwas vorhanden. Im Schlossareal ist ein Neubau aufgeführt worden. Die sogenannte Chortreppe der Schlosskirche befindet sich heute in der ehemaligen Schlosstaverne (heute Gasthaus Aumüller, Steinbach 1). Oberhalb des Eingangsportals ist unter einer Grafenkrone ein Doppelwappen der Hager mit der Jahreszahl 1658 angebracht. Die Burgruine steht nicht unter Denkmalschutz.